# Ratpenat frugívor de dents agudes
Els ratpenats frugívors de dents agudes (Harpyionycteris) són un gènere de ratpenats de la família dels pteropòdids. Les dues espècies que conté viuen al sud-est asiàtic, on cadascuna d'elles és endèmica d'un arxipèlag diferent.
El gènere es compon de les espècies següents:
- Ratpenat frugívor de dents agudes de les Cèlebes (Harpyionycteris celebensis)
- Ratpenat frugívor de dents agudes de Whitehead (Harpyionycteris whiteheadi)